# Oruza megalospila
Oruza megalospila là một loài bướm đêm trong họ Erebidae.